# Nikolaes Heinsius den yngre
Nicolaas eller Nikolaes Heinsius den yngre, född 1656 i Haag, död okänt år efter 1707, var en nederländsk läkare och författare, son till Nikolaes Heinsius den äldre.
Heinsius blev 1677 landsförvisad för dråp och förde sedan ett kringflackande liv. I Italien vann han gunst hos drottning Kristina av Sverige. Han skrev medicinska arbeten, översatte till nederländska franska romaner av Scarron och Du Verdier och författade själv skälmromanen De vermakelijke avanturier (2 band 1695, 8:e upplagan 1756).